# عزیزالله کمال
سپهبد سید عزیزالله کمال (۱۲۸۵ تهران - ۱۳۶۹ تهران) تیمسار نیروی زمینی ارتش ایران، رئیس رکن ۲ ارتش و رئیس اسبق شهربانی بود.

## تحصیلات
سید عزیزالله کمال فرزند سید ضیاء متولد سال ۱۲۸۵ در تهران است او پس از پایان دوره ابتدایی و متوسطه وارد دانشکده افسری شده و دوره عالی دافوس را نیز طی میکند.

## ارتش
او پس از فارغ‌التحصیلی از دانشکده افسری به نیروی زمینی ارتش می‌پیوندد و مسئولیت‌هایی مانند فرمانده سپاه خراسان، مهاباد، فرماندهی نظامی آبادان و ریاست رکن دوم ارتش را برعهده می‌گیرد.
کمال از شاهدان متلاشی شدن ارتش ایران در حمله متفقین به ایران بود و ر د این مورد چنین می‌گوید:
من در شهریور ۱۳۲۰ ه‍.ش) رئیس رکن ۳ لشکر اردبیل بودم. تقریباً ده روز قبل از سوم شهریور یک نفر جاسوس شوروی در اردبیل دستگیر شد که حامل نقشه بود که راه‌ها و پل‌ها در آن مشخص شده بود… من با کسب اجازه از لشکر به تبریز عزیمت کردم… روز سوم شهریور که ما اردبیل را تخلیه و به زحمت خود را به گردنه صائین رساندیم برای نان آن روز عده‌ای سرباز را به یک دهات اطراف فرستادیم و قصد داشتیم درب انبار غله را شکسته و گندم به سربازها بدهیم که به علت متلاشی شدن لشکر تبریز و ترس از محاصره و دستور رسیده از مرکز به طرف میانه عقب‌نشینی کردیم. پس از ترک مقاومت، روس‌ها تا تهران منزل به منزل ما را تعقیب می‌کردند
تیمسار کمال پس از فعالیت در اردبیل و مهاباد در زمان دولت ملی محمد مصدق به فرمانداری نظامی آبادان منصوب می‌شود او همچنین علاوه بر سمت خود برای حفظ تأسیسات نفتی نیز مأموریت داشت. با توجه به درایت وی در روز ۳۰ تیر به ریاست شهربانی می‌رسد و دراین مقام عده‌ای از افسران و امیران ارشد، اما فاسد شهربانی را کنار می‌گذارد، اما پس از شش ماه با توجه به شایعه تلاش او برای کودتا علیه دولت از این مسئولیت کنار گذاشته می‌شود.
عباس شهریاری مرد هزار چهره ساواک فعالیت‌های کاری خود را از آبادان و زیر نظر وی آغاز کرد. گفته می‌شود که دختر سپهبد کمال از هوادارن حزب توده بود.
وی پس از کودتای ۲۸ مرداد توسط زاهدی به سمت استانداری خوزستان منصوب می‌شود. پس از آن در دوره ای که شاه قصد تصفیه در ارتش را داشت عزیزالله کمال را به جای سپهبد حاج علی‌کیا را به ریاست «ادارهٔ دوم» انتخاب کرد و سپهبد تیمور بختیار جای خود را به سرلشکر پاکروان داد. گفته می‌شود که او از دانش و کاردانی کافی برای اداره رکن دوم برخودار نبوده و بیشتر تحت نفوذ سرتیپ تاجبخش (رئیس ضداطلاعات ارتش) قرار می‌گرفت.
سپهبد کمال پس از ریاست رکن دوم به سرعت نفوذش افزایش یافته و حتی گفته می‌شود که پیش از علی امینی توسط شاه حکم نخست‌وزیری او صادر می‌شود که با مخالفت سفیر آمریکا نهست وزیری او منتفی می‌گردد. تیمسار کمال در تاریخ ۱۳۴۸/۰۴/۰۱ هجری شمسی و با درجه سپهبدی بازنشسته می‌شود و در کارهای اقتصادی با غلامرضا پهلوی شریک می‌شود.

## انقلاب ۵۷
سید عزیزالله کمال در روزهای انقلاب با روح‌الله خمینی دیدار داشته و با انقلاب و او اعلام همبستگی می‌کند. وی پس از بازگشت به ایران توسط دولت دستگیر می‌شود.

## فوت
سپهبد کمال پس از انقلاب در ایران زندگی کرده و در اواخر عمر دچار فلج شده و در سال ۱۳۶۹ در تهران فوت می‌کند.
خاطرات وی تحت عنوان گوشه ای از خاطرات سپهبد عزیزاله کمال در سال ۱۳۵۷ منتشر شد.